# Ex nunc
Ex nunc é uma expressão em latim que significa "deste momento em diante".
No Direito, geralmente é usada para afirmar que os efeitos, seja da nova lei ou da sentença, serão aplicados apenas a partir de agora, isto é, após o momento no qual entra em vigor, em respeito ao princípio da irretroatividade. Contrapõe-se à expressão ex tunc.
Ex é uma preposição cujo sentido geral indica o lugar de onde, de dentro de.  Nunc, por sua vez, é um advérbio correspondente a "agora".  Assim, a expressão como um todo indica de onde vem os efeitos: agora (o momento que vigora).